# Koenigsegg CCXR
La CCXR est une hypercar produite par le constructeur automobile suédois Koenigsegg. Il s'agit d'une version dérivée de la Koenigsegg CCX fonctionnant au E85.
À sa sortie, c'est la voiture fonctionnant au bioéthanol la plus puissante avec ses 1 018 chevaux.

## Description

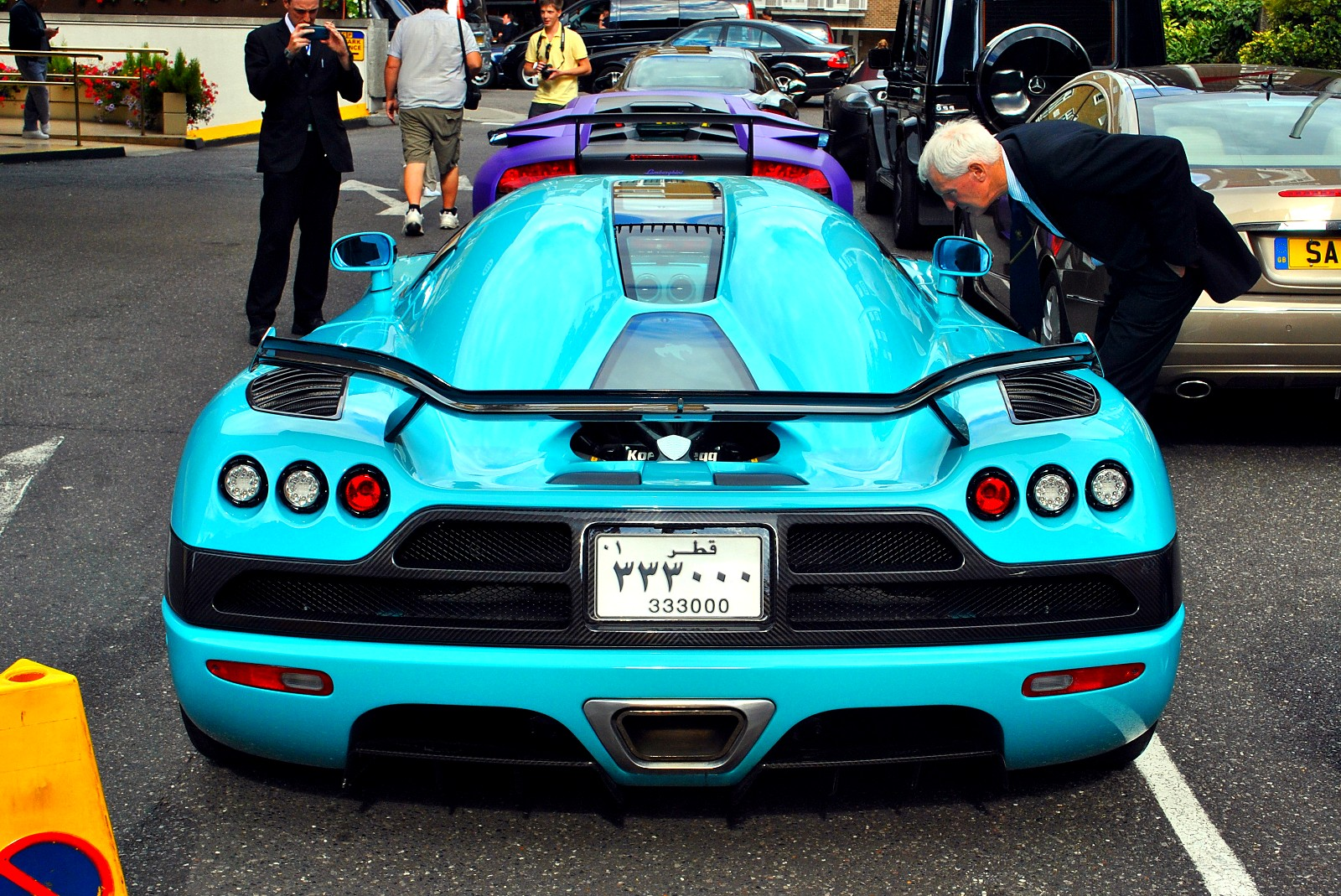
Koenigsegg CCXR Special One.

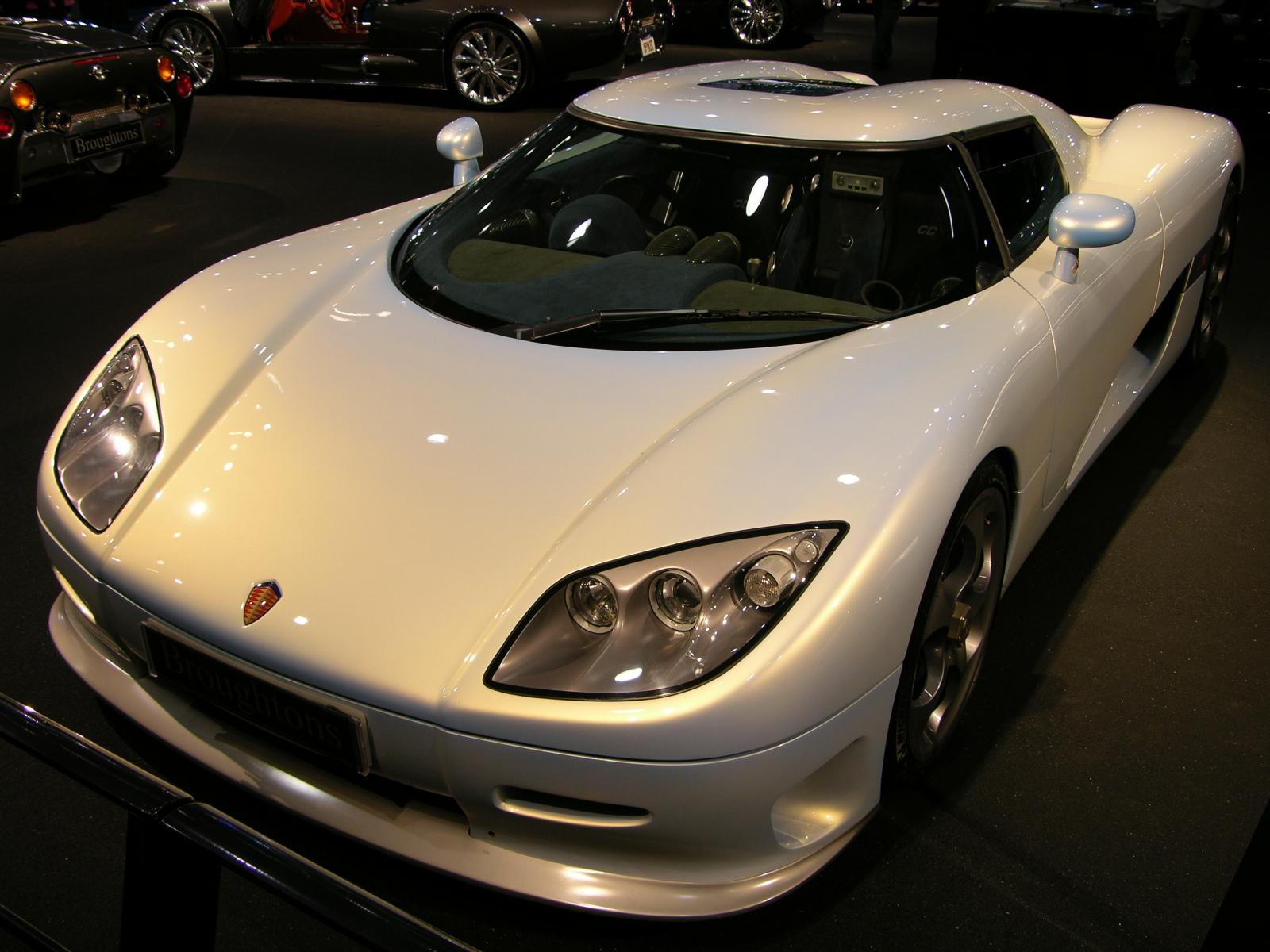
Koenigsegg CCXR.

Pesant un peu plus d'une tonne, elle affiche un rapport poids/puissance proche de 1 (cheval-vapeur par kilo) qui la place parmi les meilleures de sa catégorie. La carrosserie, très courte, est associée à un châssis en fibre de carbone. Son Cx est de 0,33.
Le moteur est un V8 de 4 800 cm3 de cylindrée suralimenté par deux compresseurs Rotrex soufflant à 1,5 bar. Le régime maximum est fixé à 7 200 tr/min pour une puissance maximum bridée à 1 018 ch et un couple maximum de 1 060 N m à 6 100 tr/min. Les chiffres annoncés par le constructeur sont 2,9 secondes pour le 0 à 100 km/h et 402 km/h en vitesse de pointe. Toutefois, elle a été officiellement chronométrée à 417 km/h. Elle est déclarée voiture de série la plus rapide au monde de 2007 à 2010.

## Koenigsegg CCXR Edition

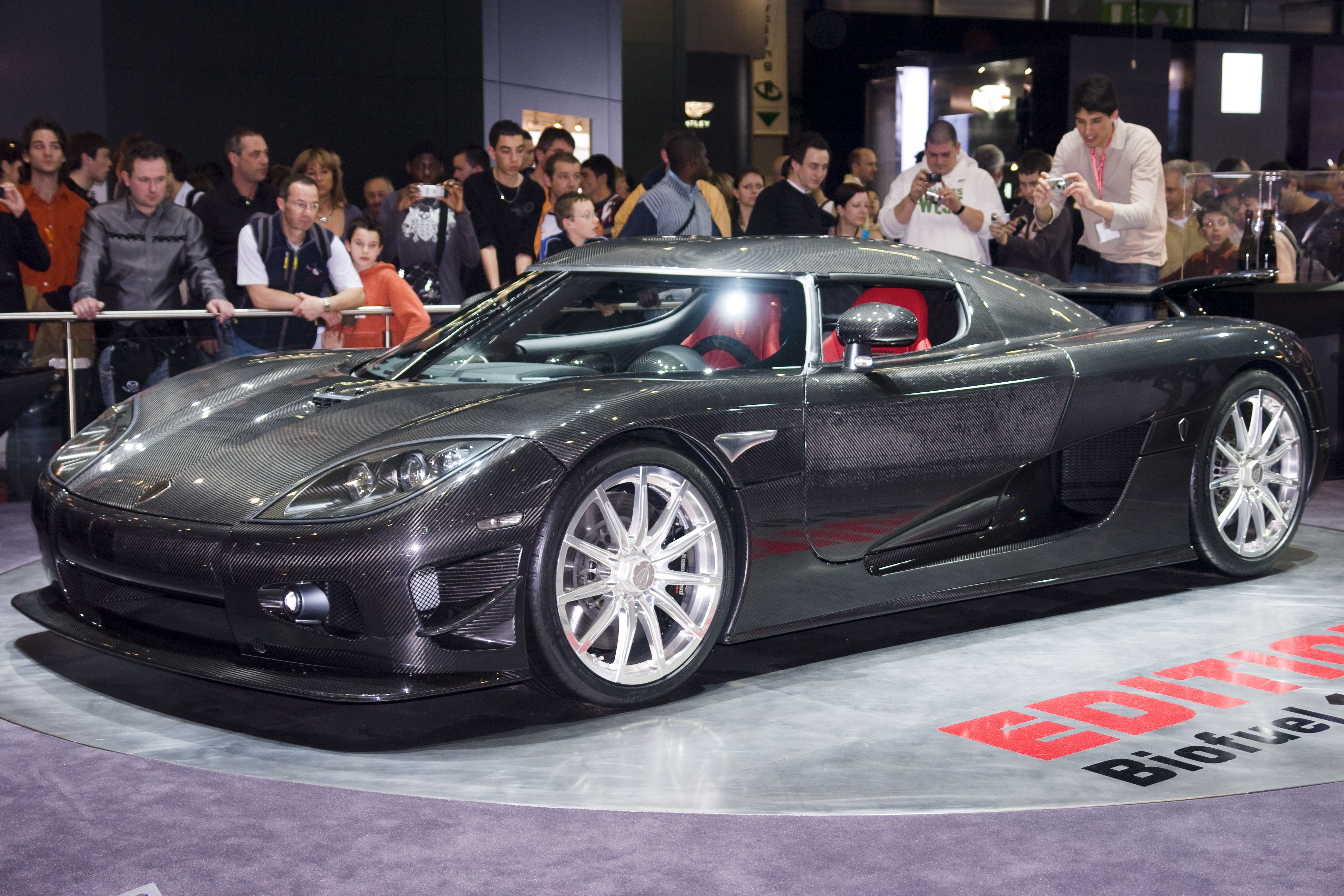
Présentation de la Koenigsegg CCXR Edition.

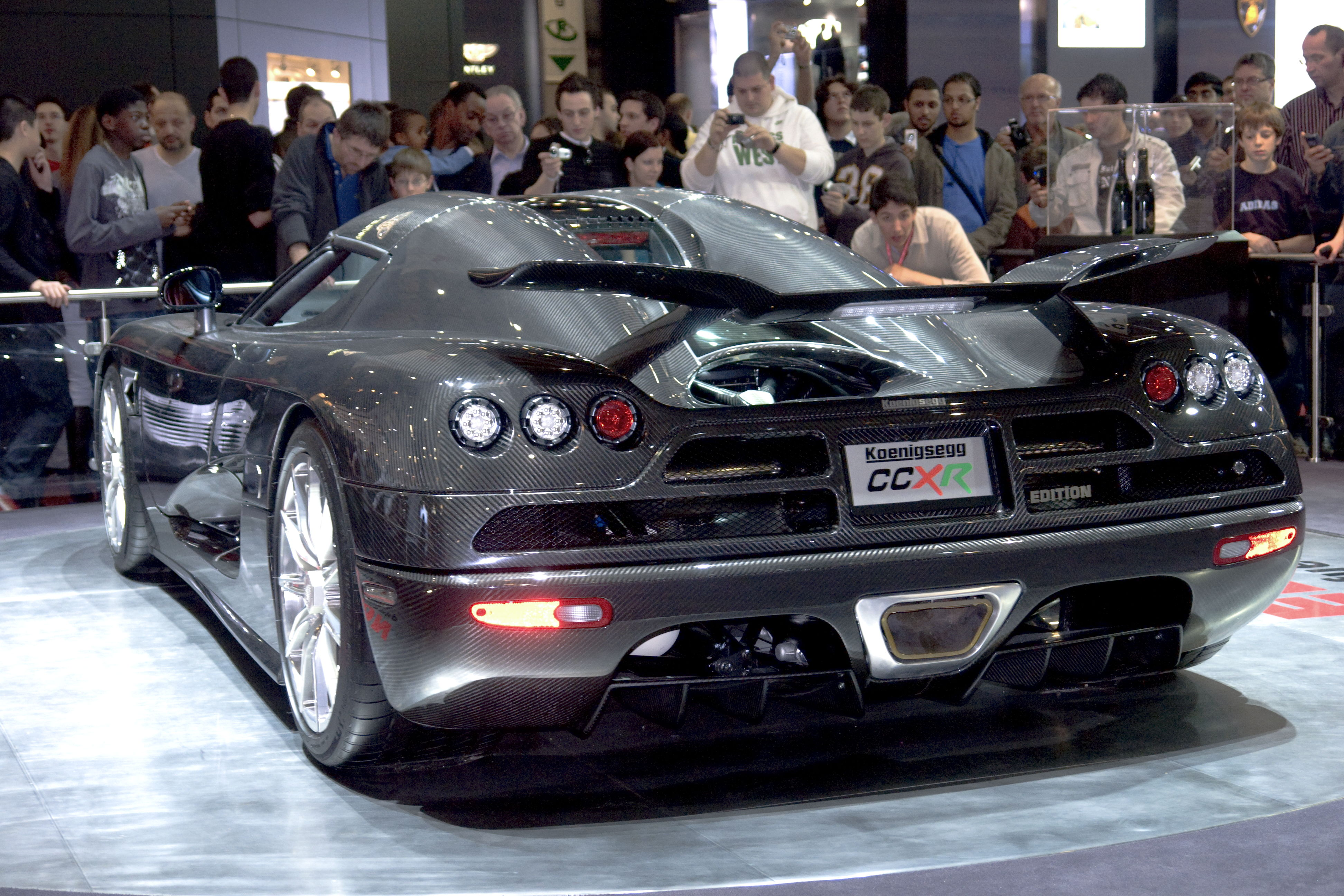
L'arrière de la Koenigsegg CCXR Edition.

Au salon de Genève 2008, Koenigsegg présente une édition limitée à deux exemplaires basée sur la CCXR, la CCXR Edition, elle dispose du même moteur V8 de 4,8 L de cylindrée. Cette édition est plus orientée pour un usage sur circuit, le châssis est plus bas, la fibre de carbone est très visible sur la carrosserie, de nouvelles jantes à onze branches, un aileron arrière plus imposant, et un spoiler avant, ces éléments permettent de produire 350 kg d'appui à 250 km/h. L'intérieur est différent de celui de la CCXR, des baquettes de seuils de portes, et une nouvelle console centrale exclusive pour ce modèle faisant leurs apparitions dans l'habitacle. De nouvelles technologies comme la navigation satellite et la connectivité Bluetooth sont en série. En plus de ces deux unités , deux autres exemplaires ont été construits, cette fois-ci avec des boîtes séquentielles à six rapports avec palettes au volant. 